# Janów (Slesia)
Janów è un comune rurale polacco del distretto di Częstochowa, nel voivodato della Slesia.
Ricopre una superficie di 146,96 km² e nel 2004 contava 6 066 abitanti.